# Willy Teirlinck
Willy Teirlinck est un ancien coureur cycliste belge, né le 10 août 1948 à Teralfene. Après sa carrière, il devient directeur sportif. 

## Biographie
Professionnel de 1970 à 1986, il remporte 96 victoires. 
En 1975, il devient champion de Belgique sur route.
- Ses classements dans les 10 participations du Tour de France : 75e en 1971, 66e en 1972, 60e en 1973, 65e en 1974, 45e en 1975, 67e en 1976, abandon en 1977, 38e en 1978, 56e en 1979 et 111e en 1981.
  - 1972, 3 victoires dans la 10e étape de Castres à La Grande-Motte, dans la 16e étape  d'Aix-les-Bains à Pontarlier et dans la 20e étape secteur B de Versailles à Paris et vainqueur du classement des "points chauds".
  - 1973, 1 victoire dans la 1re étape secteur A de Schéveningue à Rotterdam et porta le maillot jaune à la suite de cette victoire pendant une journée.
  - 1976, 1 victoire dans la 13e étape de Saint-Gaudens.
  - 1979, vainqueur du classement "Rush".

## Palmarès

### Palmarès amateur
- Amateur
  - 1967-1970 : 44 victoires
- 1968
  - 3e du championnat de Belgique militaires sur route
- 1969
  - Champion du Brabant amateurs
  - 3e du Tour des Flandres amateurs
- 1970
  - Champion du Brabant amateurs
  - 4ea étape du Tour d'Algérie
  - Grand Prix des Marbriers
  - 3e du championnat de Belgique sur route amateurs

### Palmarès professionnel
- 1971
  - Flèche côtière
  - 1re, 3e et 4e étapes de l'Étoile des Espoirs
- 1972
  - Tour de France :
    - Classement des sprints intermédiaires
    - 10e, 16e et 20eb étapes

  - 2e étape du Tour du Nord
  - 4e de Paris-Roubaix
  - 10e de l'Amstel Gold Race
- 1973
  - 1rea étape du Tour de France
  - Grand Prix d'Orchies
  - 5eb étape de l'Étoile des Espoirs (contre-la-montre)
  - 2e du Grand Prix Union Dortmund
  - 2e de l'Étoile des Espoirs
  - 2e du Prix de Saint-Amands
  - 3e de Bruxelles-Meulebeke
- 1974
  - Grand Prix de Denain
  - 4e étape du Tour de Luxembourg
  - Grand Prix de Fourmies
  - 1re étape de l'Étoile des Espoirs
  - 2e de l'Étoile des Espoirs
- 1975
  -  Champion de Belgique sur route
  - 2eb étape du Tour de l'Oise
  - Flèche halloise
  - 2e de la Nokere Koerse
  - 2e du Tour de Luxembourg
  - 2e de Bruxelles-Ingooigem
  - 3e du Tour de l'Oise
- 1976
  - Grand Prix Pino Cerami
  - 2ea et 4e étapes du Tour de l'Aude
  - 13e étape du Tour de France
  - 3e du championnat de Belgique sur route
  - 6e du Tour des Flandres
  - 9e de Paris-Roubaix
- 1977
  - Tour de l'Oise :
    - Classement général
    - 3eb étape

  - 3e étape du Tour de l'Aude
  - 1re étape de l'Étoile des Espoirs
  - 2e de Paris-Roubaix
  - 2e de Bruxelles-Ingooigem
  - 3e de la Flèche brabançonne
  - 3e du Circuit de l'Indre
  - 3e de l'Étoile des Espoirs
  - 3e du Grand Prix Beeckman-De Caluwé
  - 5e de Gand-Wevelgem
  - 6e de Tours-Versailles
- 1978
  - 5e et 10e étapes du Tour d'Espagne
  - Classement général du Tour de l'Oise
  - 2e du championnat de Belgique sur route
- 1979
  - 1re et 5eb (contre-la-montre) étapes du Tour d'Aragon
  - 2e du Grand Prix Jef Scherens
  - 3e du Grand Prix de clôture
  - 4e de l'Amstel Gold Race
  - 6e de Paris-Roubaix
  - 7e de Gand-Wevelgem
  - 10e de la Flèche wallonne
- 1980
  - Championnat du Brabant
  - 2e étape de Paris-Bourges
  - 4e étape du Tour d'Allemagne
  - Grand Prix Beeckman-De Caluwé
  - Grand Prix Betekom
  - Flèche halloise
  - 2e du Grand Prix du canton d'Argovie
  - 3e du Grand Prix Frans Verbeeck
  - 7e de Gand-Wevelgem
  - 9e de Bordeaux-Paris
- 1981
  - Grand Prix Beeckman-De Caluwé
  - Grand Prix Marcel Kint
  - 2e du Circuit du Pays de Waes
  - 2e du Grand Prix de l'Escaut
  - 6e de la Flèche wallonne
- 1982
  - Championnat du Brabant
  - Circuit des frontières
  - 2e de Hyon-Mons
  - 3e du Grand Prix du 1er mai
- 1983
  - Circuit de Niel
  - 2e de la Maaslandse Pijl
  - 3e de Bruxelles-Ingooigem
  - 3e du Circuit du Brabant occidental
- 1984
  - Bruxelles-Ingooigem
  - Gullegem Koerse
  - 2e du Grand Prix Beeckman-De Caluwé
- 1985
  - Championnat de Flandre-Occidentale
  - Grand Prix de la ville de Vilvorde
  - Circuit de la région linière
  - 2e du Circuit Mandel-Lys-Escaut
  - 2e du Grand Prix de Hannut

## Résultats sur les grands tours

### Tour de France
10 participations
- 1971 : 74e
- 1972 : 66e, vainqueur du classement des sprints intermédiaires et des 10e, 16e et 20eb étapes
- 1973 : 60e, vainqueur de la 1rea étape,  maillot jaune pendant 1 jour
- 1974 : 65e
- 1975 : 45e
- 1976 : 67e, vainqueur de la 13e étape
- 1977 : hors délais (17e étape)
- 1978 : 38e
- 1979 : 56e, vainqueur du classement des rushes
- 1981 : 111e

### Tour d'Espagne
1 participation
- 1978 : 25e, vainqueur des 5e et 10e étapes